# Île Yaalstrick
L'île Yaalstrick est une île de Colombie-Britannique sur le fleuve Fraser.

## Géographie
Elle se situe à environ 8 km à l'ouest de Chilliwack.